# Белий Осим
Бе́лий Осим (болг. Бели Осъм) — село в Ловецькій області Болгарії. Входить до складу общини Троян.

## Населення
За даними перепису населення 2011 року у селі проживали 703 особи, з них 684 особи (99,4%) — болгари.
Розподіл населення за віком у 2011 році:
Динаміка населення: